# 生态城市
生态城市（Eco-city）又稱永續城市（Sustainable city），是一種趨向盡可能降低對於能源、水或是食物等必需品的需求量，也盡可能降低廢熱、二氧化碳、甲烷與廢水的排放城市。這類的城市願景首先是被建築師保羅·弗朗西斯·道頓（Paul Francis Downton）等人所提出的，保羅·弗朗西斯·道頓後來建立了「生態建築」公司。
一個永續性都市可以自行供應自己本身所需要的能源與食物，盡量減少對於週围鄉村的依賴，並且盡量使都市的居民減少产生生態足跡。在這樣的城市中，能夠對待周圍環境更加友善，減少污染、土地利用與全球暖化。

## 外部連結
- （英文）Ecocity Builders （页面存档备份，存于） 由首先使用「ecocity」這個詞彙的Richard Register所創立
- （英文）Which way China? （页面存档备份，存于）Herbert Girardet, 2006 October 2nd, chinadialogue；.討論中國生態城的出現。
- （英文）eco-friendly homes gaining popularity in india （页面存档备份，存于）
- （英文）Los Angeles: A History of the Future
- （英文）Zonneterp-project (eco-neighbourhood) （页面存档备份，存于）
- （英文）Sustainable cities information （页面存档备份，存于）
- （英文）Transition Towns, a organisation building sustainable cities （页面存档备份，存于）